# 向河原駅
向河原駅（むかいがわらえき）は、神奈川県川崎市中原区下沼部字玉川向にある、東日本旅客鉄道（JR東日本）南武線の駅である。駅番号はJN 06。

## 歴史
- 1927年（昭和2年）3月9日：南武鉄道川崎 - 登戸間開通時に向河原駅（むかいがわらえき）として開設[1][2]。
- 1940年（昭和15年）8月5日：日本電気前駅（にほんでんきまええき）に改称[1][2]。
- 1944年（昭和19年）4月1日：南武鉄道が国有化[1][2]。駅名を再び向河原駅に改称し[2]、運輸通信省南武線の駅となる[1]。
- 1949年（昭和24年）4月1日：小口扱い貨物取扱開始[4]。
- 1973年（昭和48年）2月1日：貨物取扱廃止[2]。
- 1987年（昭和62年）4月1日：国鉄分割民営化に伴い、JR東日本の駅となる[1][2]。
- 1993年（平成5年）10月1日：自動改札機設置、供用開始[5]。
- 2001年（平成13年）11月18日：ICカード「Suica」供用開始。
- 2007年（平成19年）
  - 6月22日：みどりの窓口の営業を終了。
  - 6月23日：指定席券売機を導入。
- 2024年（令和6年）10月23日：スマートホームドアの使用を開始[6]。

### 駅名の由来
駅周辺の通称から採ったもの。元々は武蔵国荏原郡下沼部村の一部で、多摩川の流路変更に伴い飛び地となり、川の向こう側なので「向河原」の通称が付いた。1889年に町村合併で調布村大字下沼部となり、1912年に多摩川を境に東京府と神奈川県の間で境界変更を行い、多摩川以南は神奈川県橘樹郡御幸村に編入され、1924年に川崎市に合併した。

## 駅構造
相対式ホーム2面2線を有する地上駅である。2つのホームはエレベーターを併設した跨線橋で接続されている。
かつては2番線外側に引上線があったが、現在は撤去され、跡地の一部はエレベーター乗り場とNEC玉川ルネッサンスシティの敷地（駐輪場）となっている。
川崎統括センター（武蔵小杉駅）管理の業務委託駅（JR東日本ステーションサービス委託）。お客さまサポートコールシステムが導入されており、早朝と夜間の一部時間帯は遠隔対応のため改札係員は不在となる。多機能券売機と指定席券売機が設置されている。また、改札口は1番線・2番線ホームの立川方にある。このうち2番線側はNEC専用改札口であり、簡易Suica改札機が設置されている。この改札は平日朝夕のみ使用可能であり、これ以外の時間帯はNEC関係者・部外者にかかわらず使用不可となる。

### のりば
| 番線 | 路線   | 方向 | 行先                                 |
| ---- | ------ | ---- | ------------------------------------ |
| 1    | 南武線 | 上り | 矢向・川崎方面                       |
| 2    | 南武線 | 下り | 武蔵小杉・武蔵溝ノ口・登戸・立川方面 |

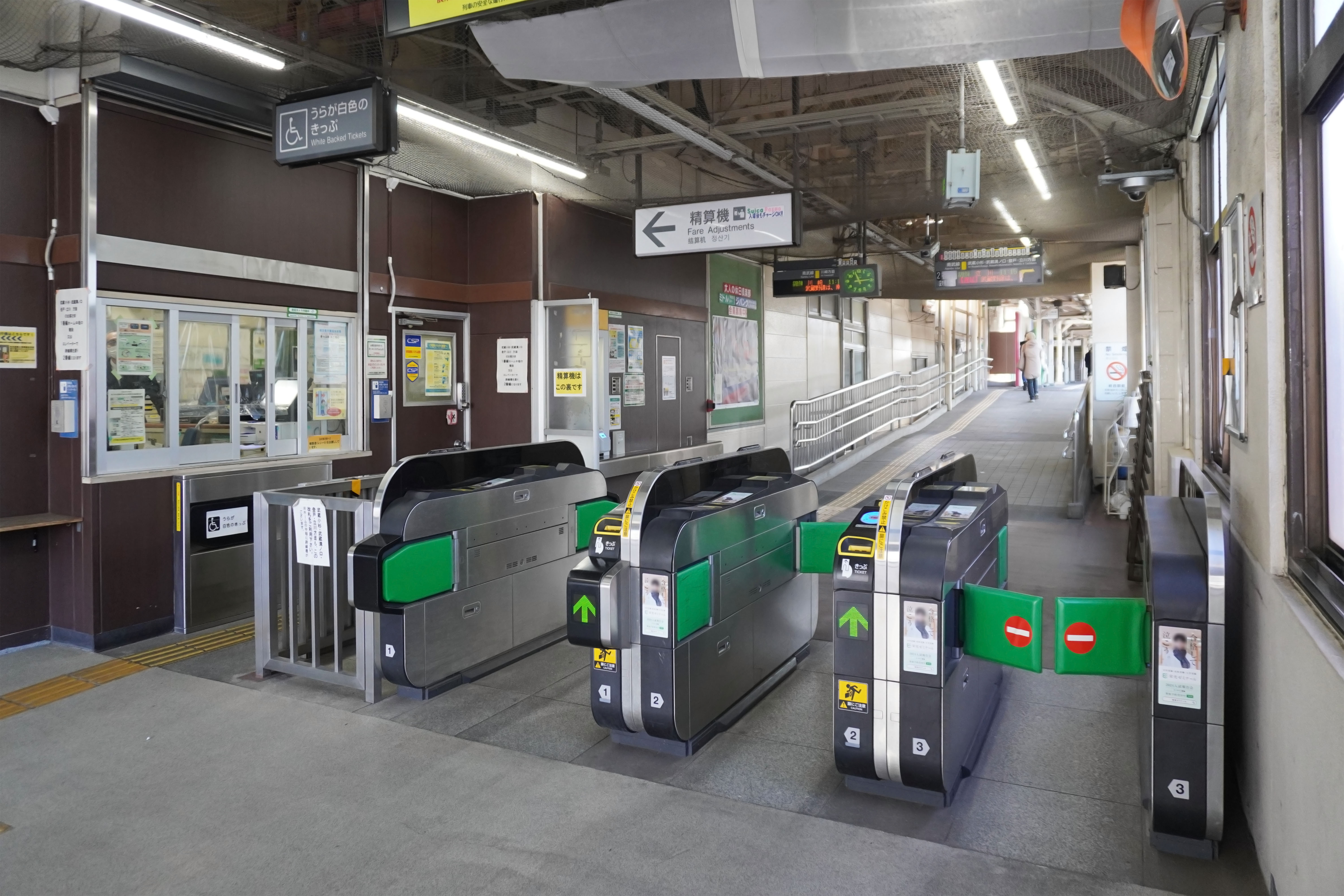
改札口（2024年2月）
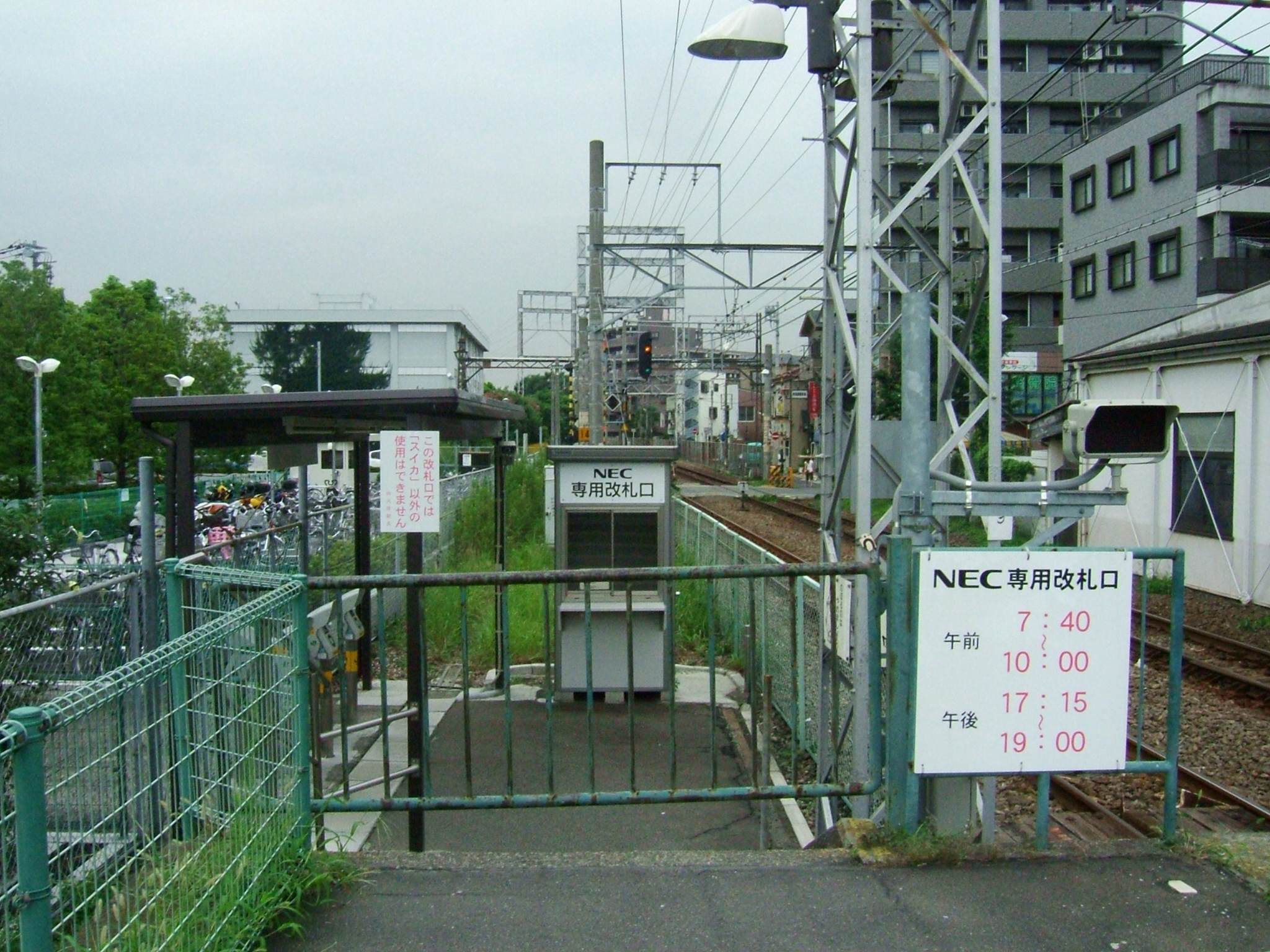
NEC専用改札口（2006年8月）
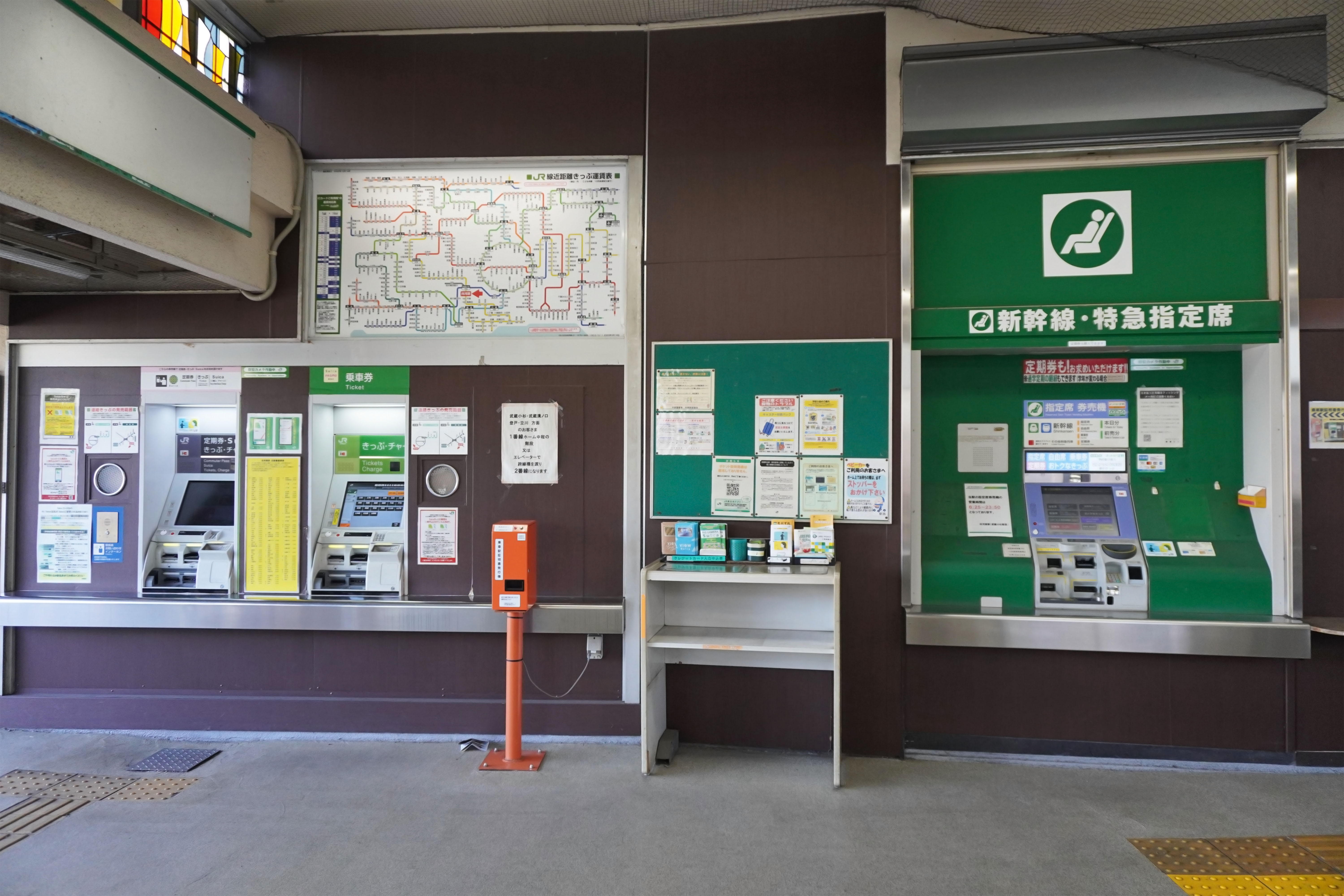
自動券売機（2024年2月）
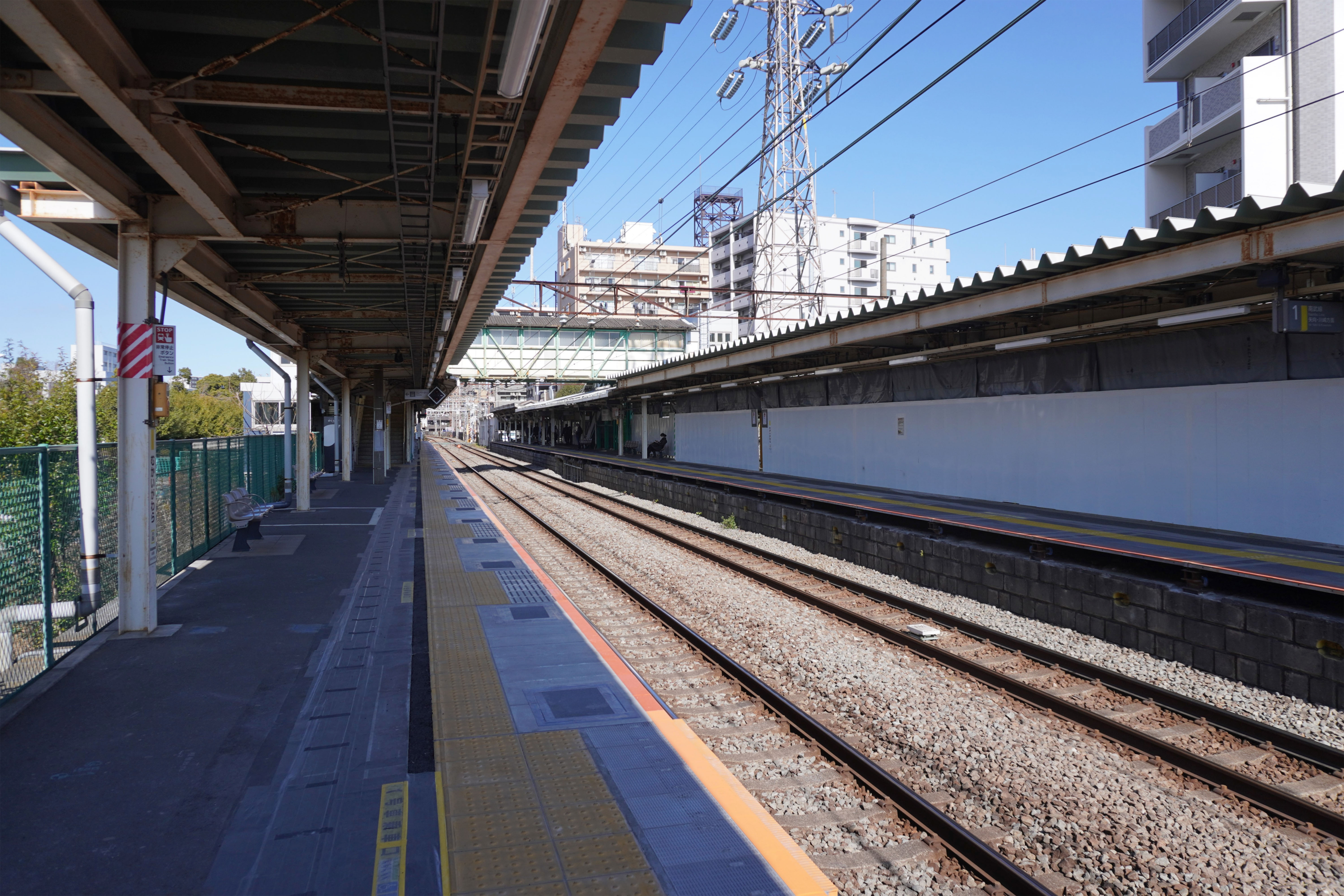
ホーム（2024年2月）

### 駅構内設備
- 売店
  - かつては、改札外正面にレッツキヨスク向河原1号店が営業していたが、2006年4月頃に閉店した。跡地は横浜銀行のATMコーナーとなっている。
- 自動改札機（1番線ホームに設置）
- 簡易Suica改札機（2番線ホームに設置）
- 自動精算機（1番線ホームに設置）
- 指定席券売機（同上）
- トイレは1番線ホームに設置され、多機能トイレも設置されている。

## 利用状況
2023年度（令和5年度）の1日平均乗車人員は6,890人である。2010年（平成22年）以降は隣の武蔵小杉駅に横須賀線・湘南新宿ラインが開業した影響により、減少傾向にある。また、2016年度（平成28年度）のデータでは駅利用者のうち定期券利用者の比率が南武線内の駅では最も高い82%となっている。
なお、1995年度（平成7年度）以降の推移は以下のとおりである。
| 年度               | 1日平均 乗車人員 | 出典     |
| ------------------ | ---------------- | -------- |
| 1995年（平成07年） | 9,968            | [ * 1 ]  |
| 1996年（平成08年） | 9,613            |          |
| 1997年（平成09年） | 9,176            |          |
| 1998年（平成10年） | 9,142            | [ * 2 ]  |
| 1999年（平成11年） | 9,269            | [ * 3 ]  |
| 2000年（平成12年） | 9,807            | [ * 3 ]  |
| 2001年（平成13年） | 9,906            | [ * 4 ]  |
| 2002年（平成14年） | 9,717            | [ * 5 ]  |
| 2003年（平成15年） | 9,597            | [ * 6 ]  |
| 2004年（平成16年） | 10,513           | [ * 7 ]  |
| 2005年（平成17年） | 13,897           | [ * 8 ]  |
| 2006年（平成18年） | 14,560           | [ * 9 ]  |
| 2007年（平成19年） | 14,746           | [ * 10 ] |
| 2008年（平成20年） | 14,627           | [ * 11 ] |
| 2009年（平成21年） | 13,600           | [ * 12 ] |
| 2010年（平成22年） | 15,077           | [ * 13 ] |
| 2011年（平成23年） | 15,048           | [ * 14 ] |
| 2012年（平成24年） | 14,475           | [ * 15 ] |
| 2013年（平成25年） | 14,046           | [ * 16 ] |
| 2014年（平成26年） | 13,272           | [ * 17 ] |
| 2015年（平成27年） | 12,342           | [ * 18 ] |
| 2016年（平成28年） | 12,576           | [ * 19 ] |
| 2017年（平成29年） | 12,651           |          |
| 2018年（平成30年） | 12,813           |          |
| 2019年（令和元年） | 12,385           |          |
| 2020年（令和02年） | 7,686            |          |
| 2021年（令和03年） | 6,758            |          |
| 2022年（令和04年） | 6,601            |          |
| 2023年（令和05年） | 6,890            |          |

## 駅周辺
西へ約300メートルのところに武蔵小杉駅の横須賀線ホームがあり、同駅の新南改札も至近であるが、当駅からの乗り継ぎはできない。
- 日本電気 玉川事業場（NEC玉川ルネッサンスシティ）
- 川崎信用金庫向河原支店
- 川崎下沼部郵便局
- 川崎市立橘高等学校

### バス路線
「向河原駅入口」停留所にて、川崎市交通局が運行する路線バスが発着する。
- 川71：小杉駅前 / 上平間 / 川崎駅ラゾーナ広場行
- 杉40：市民ミュージアム / 上平間

## 隣の駅
東日本旅客鉄道（JR東日本）
 南武線
■快速
通過
■各駅停車
平間駅 (JN 05) - 向河原駅 (JN 06) - 武蔵小杉駅 (JN 07)

### 記事本文
1. 1 2 3 4 5 6  曽根悟（監修） 著、朝日新聞出版分冊百科編集部 編『週刊 歴史でめぐる鉄道全路線 国鉄・JR』 38号 青梅線・鶴見線・南武線・五日市線、朝日新聞出版〈週刊朝日百科〉、2010年4月11日、20-21頁。
2. 1 2 3 4 5 6 7  石野哲 編『停車場変遷大事典 国鉄・JR編』 II（初版）、JTB、1998年10月1日、65頁。ISBN 978-4-533-02980-6。
3. 1 2 3  “駅の情報（向河原駅）：JR東日本”.   東日本旅客鉄道. 2023年10月23日時点のオリジナルよりアーカイブ。2023年10月23日閲覧。
4. ↑  「運輸省告示第112号」『官報』1949年3月26日（国立国会図書館デジタルコレクション）
5. ↑  「JR年表」『JR気動車客車編成表 '94年版』ジェー・アール・アール、1994年7月1日、186頁。ISBN 4-88283-115-5。
6. ↑  『2024年度のホームドア整備駅の追加について』（PDF）（プレスリリース）東日本旅客鉄道、2024年8月20日。オリジナルの2024年8月20日時点におけるアーカイブ。2024年8月20日閲覧。
7. 1 2  “JR東日本：駅構内図・バリアフリー情報（向河原駅）”.   東日本旅客鉄道. 2024年6月11日閲覧。
8. ↑  『Circulation/transit outdoor advertisements 2018 edition』株式会社オリコム、2018年6月。
9. ↑  川崎市統計書 - 川崎市
10. ↑  神奈川県県勢要覧

### 利用状況
JR東日本の2000年度以降の乗車人員
1. ↑  各駅の乗車人員（2000年度） - JR東日本
2. ↑  各駅の乗車人員（2001年度） - JR東日本
3. ↑  各駅の乗車人員（2002年度） - JR東日本
4. ↑  各駅の乗車人員（2003年度） - JR東日本
5. ↑  各駅の乗車人員（2004年度） - JR東日本
6. ↑  各駅の乗車人員（2005年度） - JR東日本
7. ↑  各駅の乗車人員（2006年度） - JR東日本
8. ↑  各駅の乗車人員（2007年度） - JR東日本
9. ↑  各駅の乗車人員（2008年度） - JR東日本
10. ↑  各駅の乗車人員（2009年度） - JR東日本
11. ↑  各駅の乗車人員（2010年度） - JR東日本
12. ↑  各駅の乗車人員（2011年度） - JR東日本
13. ↑  各駅の乗車人員（2012年度） - JR東日本
14. ↑  各駅の乗車人員（2013年度） - JR東日本
15. ↑  各駅の乗車人員（2014年度） - JR東日本
16. ↑  各駅の乗車人員（2015年度） - JR東日本
17. ↑  各駅の乗車人員（2016年度） - JR東日本
18. ↑  各駅の乗車人員（2017年度） - JR東日本
19. ↑  各駅の乗車人員（2018年度） - JR東日本
20. ↑  各駅の乗車人員（2019年度） - JR東日本
21. ↑  各駅の乗車人員（2020年度） - JR東日本
22. ↑  各駅の乗車人員（2021年度） - JR東日本
23. ↑  各駅の乗車人員（2022年度） - JR東日本
24. ↑  各駅の乗車人員（2023年度） - JR東日本

神奈川県県勢要覧
1. ↑  線区別駅別乗車人員（1日平均）の推移 (PDF)  - 19ページ
2. ↑  神奈川県県勢要覧（平成12年度） - 221ページ
3. 1 2  神奈川県県勢要覧（平成13年度） (PDF)  - 223ページ
4. ↑  神奈川県県勢要覧（平成14年度） (PDF)  - 221ページ
5. ↑  神奈川県県勢要覧（平成15年度） (PDF)  - 221ページ
6. ↑  神奈川県県勢要覧（平成16年度） (PDF)  - 221ページ
7. ↑  神奈川県県勢要覧（平成17年度） (PDF)  - 223ページ
8. ↑  神奈川県県勢要覧（平成18年度） (PDF)  - 223ページ
9. ↑  神奈川県県勢要覧（平成19年度） (PDF)  - 225ページ
10. ↑  神奈川県県勢要覧（平成20年度） (PDF)  - 229ページ
11. ↑  神奈川県県勢要覧（平成21年度） (PDF)  - 239ページ
12. ↑  神奈川県県勢要覧（平成22年度） (PDF)  - 237ページ
13. ↑  神奈川県県勢要覧（平成23年度） (PDF)  - 237ページ
14. ↑  神奈川県県勢要覧（平成24年度） (PDF)  - 233ページ
15. ↑  神奈川県県勢要覧（平成25年度） (PDF)  - 235ページ
16. ↑  神奈川県県勢要覧（平成26年度） (PDF)  - 237ページ
17. ↑  神奈川県県勢要覧（平成27年度） (PDF)  - 237ページ
18. ↑  神奈川県県勢要覧（平成28年度） (PDF)  - 245ページ
19. ↑  神奈川県県勢要覧（平成29年度） (PDF)  - 237ページ